# William Williams (musicien)
Pour les articles homonymes, voir William Williams (homonymie) et Williams.
William Williams est un musicien et compositeur britannique né le 1er août 1675 et mort le 23 février 1701. Il est connu pour la Sonata in Imitation of Birds.